# Sillago indica
Sillago indica McKay, Dutt et Sujatha, 1985 o Sillago parvisquamis Dutt et Sujatha, 1980 es un pez representante de la familia Sillaginidae. La especie, correctamente descrita en 1985, se atribuía con aterioridad a otras especies del género Sillago, como S. parvisquamis. Propio de aguas costeras del subcontinente indio, es, como los demás silagínidos, bentónico: vive a profundidades de 30 m. Es objeto de pesca activa. El género Sillago posee 29 especies, una de las cuales es la que aquí nos ocupa. Se incluye entre los Perciformes, en el suborden Percoidea.